# Neu-Westend

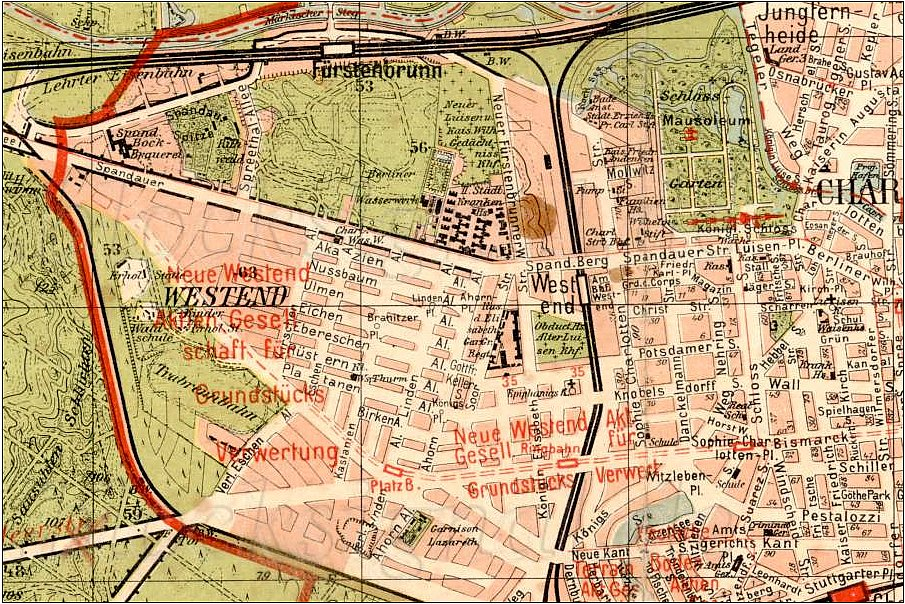
Neu-Westend 1907 mit erst teilweise eingezeichneter Parzellierung

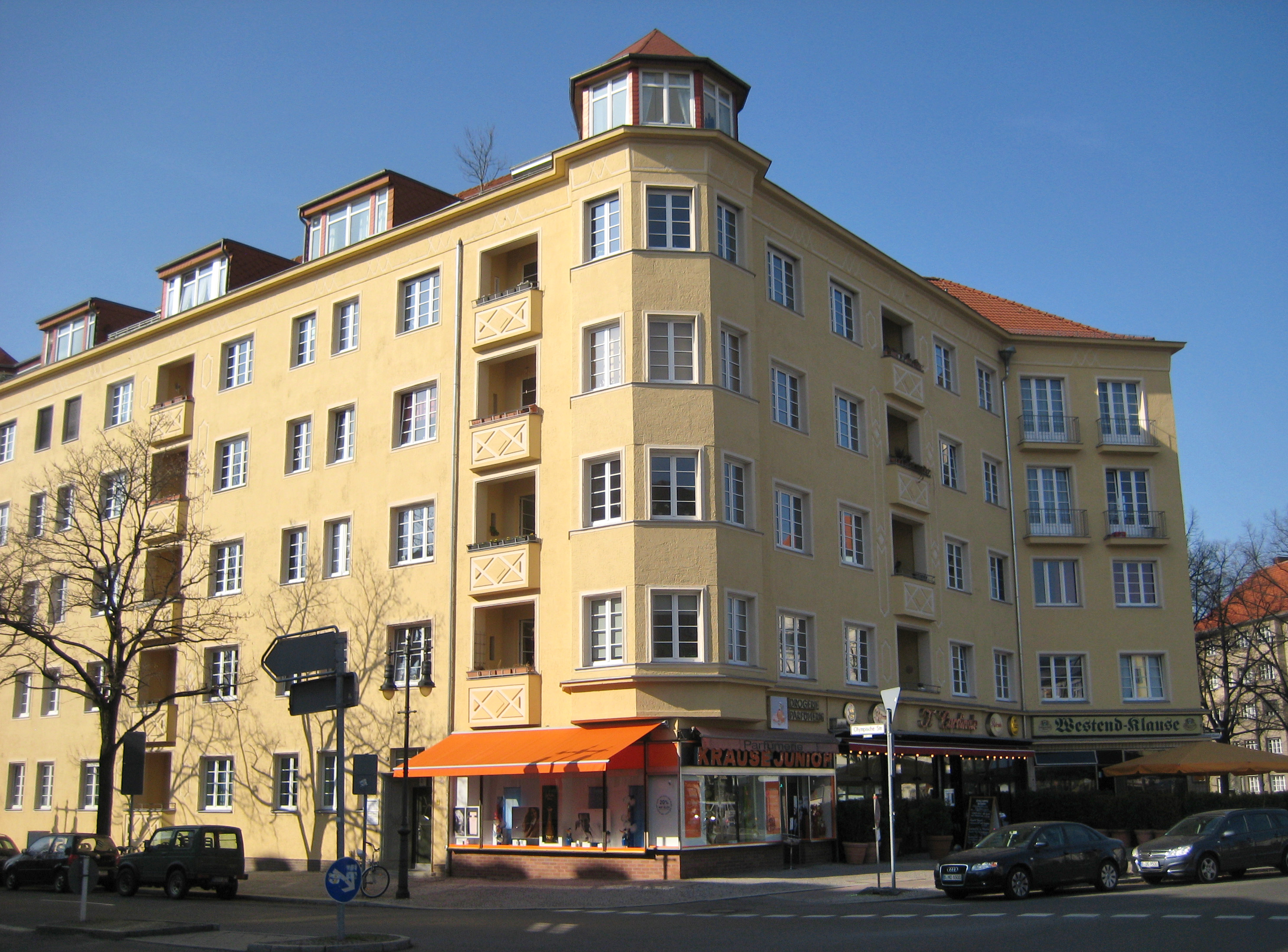
Olympische Straße am Steubenplatz

Neu-Westend ist eine Ortslage des Berliner Ortsteils Westend im Bezirk Charlottenburg-Wilmersdorf. Die Parzellierung und Bebauung begann nach 1905 durch die Neu-Westend Aktiengesellschaft für Grundstücksverwertung auf einem 130 Hektar großen Terrain. Neu-Westend erstreckt sich auf beiden Seiten der Reichsstraße, der zentralen Einkaufsstraße von Westend, begrenzt etwa durch den Spandauer Damm im Norden, die Linie Kirschenallee, Platanenallee und Ahornallee im Osten, das Messegelände im Süden und die Fernbahntrasse im Westen. Neu-Westend ist entlang der Hauptverkehrsstraßen Reichsstraße und Heerstraße meist mit viergeschossigen (am Theodor-Heuss-Platz mit fünfgeschossigen) Wohnhäusern bebaut, abseits der Hauptstraßen mit großzügigen Villen und entlang der Fernbahnstrecke an der Westendallee mit einer langen Reihenhauszeile. Die Straßenführung der Nebenstraßen unterscheidet sich von der der nordöstlich angrenzenden, älteren Villenkolonie Westend durch organisch geschwungene Linien. Die meisten Straßen sind nach den Ländern des Deutschen Reiches benannt. Bemerkenswert sind die von Erwin Barth angelegten Grünanlagen Brixplatz und Karolingerplatz.

## Geschichte

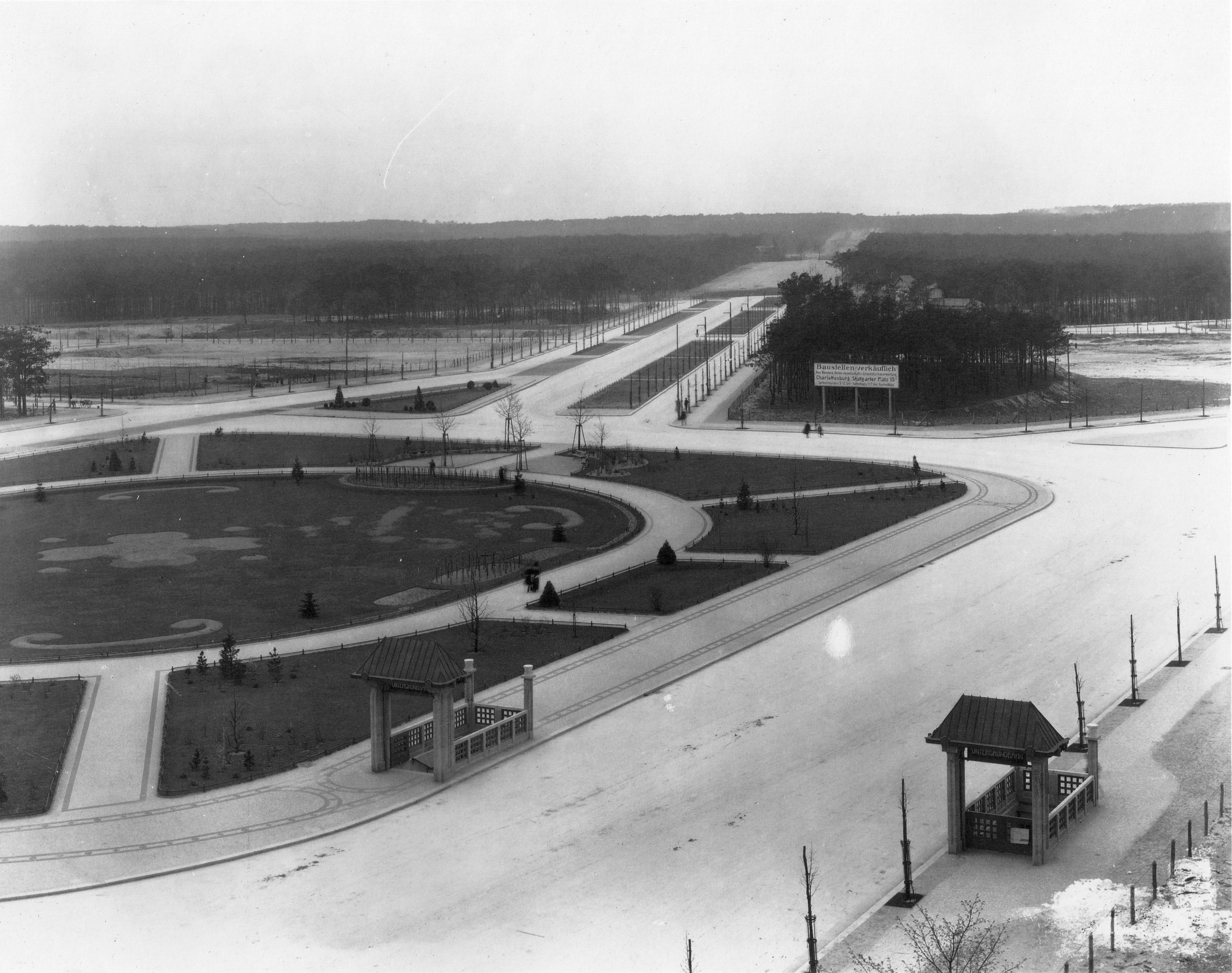
Der ehemalige Reichskanzlerplatz, 1907

Auf einem Teil des Gebietes befand sich seit 1889 die Trabrennbahn Westend, auf der – neben Pferderennen – jährlich ein Blumenkorso und sogar erste Autorennen stattfanden. Sie erstreckte sich etwa von der heutigen Länderallee bis zur Olympischen Straße. Das von der Deutschen Bank erworbene, um die Rennbahn herum gelegene Gelände kaufte 1903 die von Alfred Schrobsdorff und Max Steinthal gegründete Neu-Westend AG in zwei Etappen 1903 und 1907. Von Anfang an stand die Idee im Vordergrund, durch eine gute Verkehrsanbindung den Wert der Grundstücke zu steigern. Steinthal selbst war Aufsichtsratsvorsitzender der Deutschen Bank und ebenfalls im Aufsichtsrat der Hochbahngesellschaft. So gelang es der Neu-Westend AG, die Hochbahngesellschaft zu überzeugen, eine zunächst völlig unrentable U-Bahn-Strecke vom heutigen Bahnhof Deutsche Oper (damals: Bismarckstraße) zum heutigen Bahnhof Theodor-Heuss-Platz (damals: Reichskanzlerplatz) zu bauen. Die Finanzierung wurde von der Neu-Westend AG, der Hochbahngesellschaft und der (damals noch eigenständigen) Stadt Charlottenburg gemeinsam getragen, für die Schrobsdorff früher als Stadtverordneter tätig gewesen war. Für den Betrieb der unrentablen Linie erhielt die Hochbahngesellschaft hohe Ausgleichszahlungen.

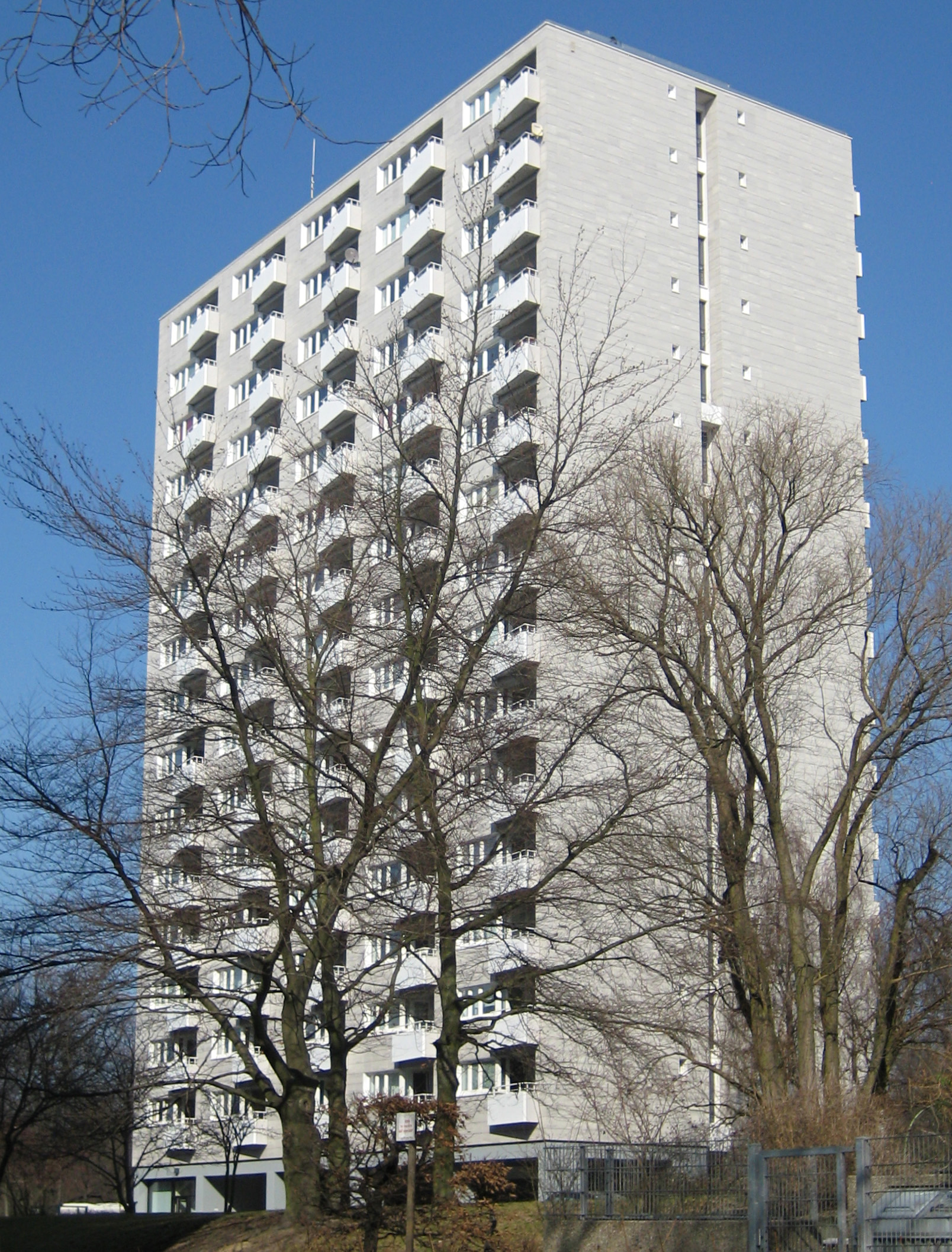
Appartementhaus der Wohnstadt am Ruhwaldpark

Am 29. März 1908 ging die U-Bahn-Strecke in Betrieb. In einem speziell für diesen Zweck repräsentativ umgebauten Wagen fuhr Kaiser Wilhelm II. zum Reichskanzlerplatz und äußerte sich positiv zur vielversprechenden Zukunft Neu-Westends. Zum Zeitpunkt der Eröffnung war Neu-Westend noch fast völlig unbebaut. Eine der wenigen Ausnahmen war die repräsentative Villa, die sich Schrobsdorff selbst 1907 vom Architekten des Charlottenburger Tores, Bernhard Schaede, errichten ließ. Mit dem U-Bahn-Anschluss kam die Bebauung in Gang. Bis zum Ersten Weltkrieg wurden jedoch nur einige Bauten im Umfeld des Reichskanzlerplatzes fertiggestellt. Zur Eröffnung des Deutschen Stadions im Jahr 1913 wurde die U-Bahn-Linie über den Reichskanzlerplatz hinaus zum neu erbauten Bahnhof Stadion fortgesetzt und die dort gelegene Betriebswerkstatt Grunewald eröffnet.
Im Jahr 1922 ging der U-Bahnhof Neu-Westend am Steubenplatz in Betrieb. Mit dem wirtschaftlichen Aufschwung in der zweiten Hälfte der 1920er Jahre wurde die Besiedlung nach Norden hin wesentlich erweitert. Die letzten Bereiche im Norden Neu-Westends zwischen Spandauer Damm und Gothaallee wurden erst nach dem Zweiten Weltkrieg bebaut. Ein markantes Wahrzeichen Neu-Westends ist das 1957 fertiggestellte 15-geschossige Appartementhaus von Klaus H. Ernst und Werner Weber auf den höchsten Punkt der Wohnstadt am Ruhwaldpark (auch Ruhwaldparksiedlung genannt), das mit sieben Einzimmerwohnungen und einer Zweizimmerwohnung auf jeder Etage ganz auf Single-Haushalte zugeschnitten ist.

## Schulen
Eines der ersten Gebäude Neu-Westends war der 1909 fertiggestellte, für 980 Schüler konzipierte Bau der Herder-Oberrealschule von Hans Winterstein auf dem Gelände des heutigen Heinz-Berggruen-Gymnasiums an der Bayernallee, der sich auf alten Bildern noch aus dem umgebenden Wald erhebt. Kurz darauf errichtete Rudolf Walter zwischen Leistikowstraße und Kastanienallee die Doppelvolksschule für Jungen und Mädchen (heute: Reinhold-Otto-Grundschule). Bald zog die Westend-Schule, ein Lyzeum für Mädchen, mit in das Gebäude ein, bis 1929 das neue Gebäude der Westend-Schule (ebenfalls von Hans Winterstein) zwischen Preußen- und Oldenburgallee eröffnet wurde. In diesem Gebäude befindet sich heute das Herder-Gymnasium.

## Kirchen

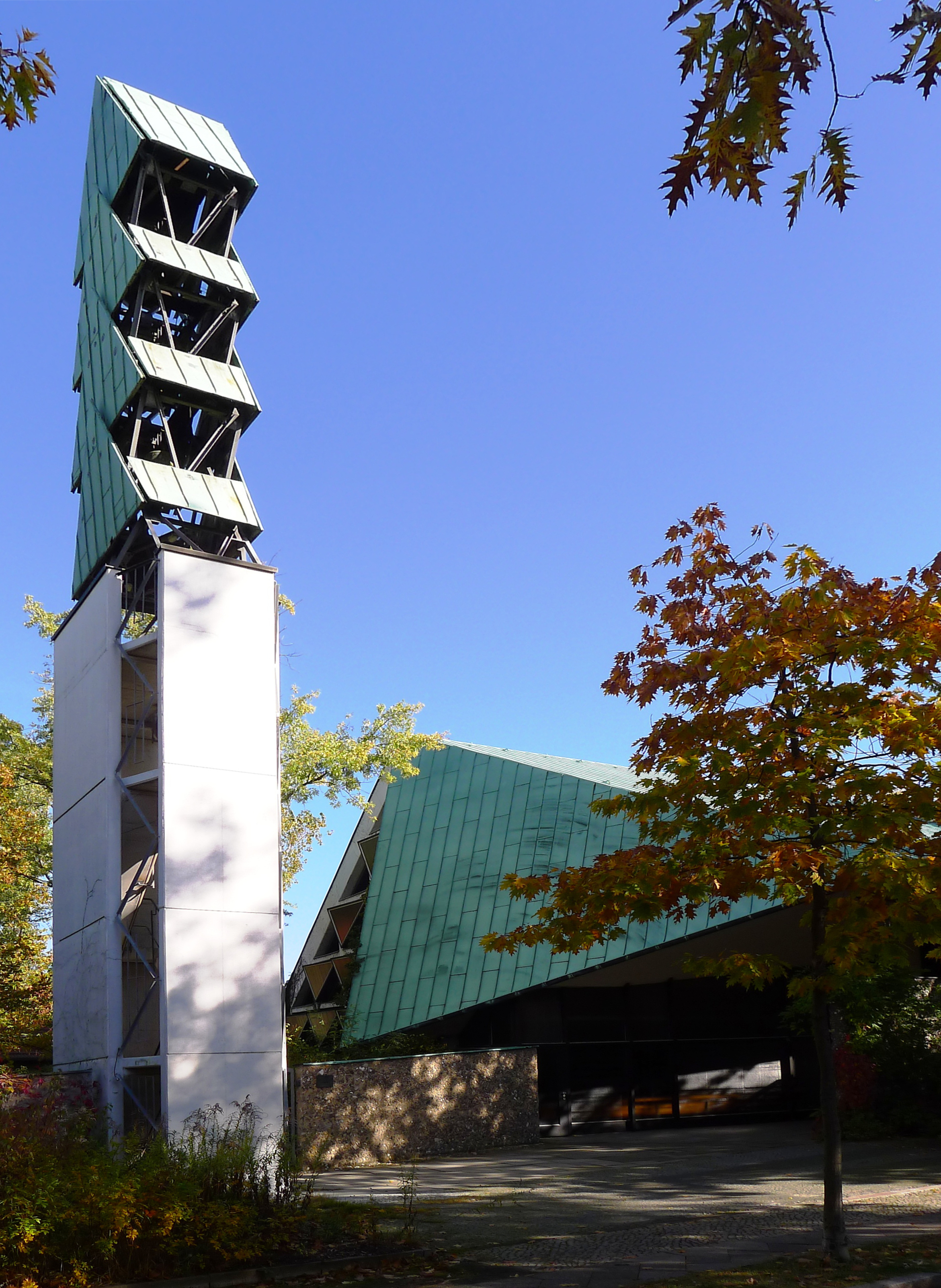
Kirche Neu-Westend

Lange Zeit mussten die Neu-Westender lange Wege zu den Kirchengemeinden in Kauf nehmen. Seit 1932 befindet sich die katholische Heilig-Geist-Kirche und seit 1937 das Kloster St. Gabriel an der Bayernallee. Ganz in der Nähe steht seit 1950 die anglikanische St. George’s Church. Eine evangelische Kirche erhielt Neu-Westend erst 1960 mit der Kirche Neu-Westend von Konrad Sage und Karl Hebecker, deren Kirchturm an den früheren Bewuchs Westends mit Nadelbäumen erinnert; erster Pfarrer war Winfried Maechler.

## Verkehr
Neu-Westend ist durch die U-Bahnhöfe Theodor-Heuss-Platz und Neu-Westend und den S-Bahnhof Heerstraße an das Berliner Schienennahverkehrsnetz angeschlossen.
Auf dem Spandauer Damm verkehrt die Buslinie M45 zwischen Bahnhof Zoo und Johannesstift in Hakenfelde und auf der Reichsstraße die Buslinie 143 zwischen Brixplatz und dem Planetarium.

## Prominente Bewohner
- Elly Beinhorn (Fliegerin) und Bernd Rosemeyer (Rennfahrer), wohnten Bayernallee 10–11
- Günter von Drenkmann (Präsident des Kammergerichts Berlin), wohnte Bayernallee 10–11
- Wilhelm Foerster (Astronom) und Karl Foerster (Staudengärtner), wohnten Ahornallee 32
- Willi Forst (Schauspieler und Regisseur), wohnte Sachsenplatz 12 (heute: Brixplatz 11)
- Wolfgang Gruner (Kabarettist), wohnte Westendallee 57
- Veit Harlan (Regisseur und Schauspieler) und Hilde Körber (Schauspielerin), wohnten Sachsenplatz 1 (heute: Brixplatz 2)
- Paul Hindemith (Komponist), wohnte 1928–1938 Sachsenplatz 1 (heute: Brixplatz 2)
- Otto und Hedwig Hintze (Historiker), wohnten 1933–1939/1940 Kastanienallee 28
- Paul Oskar Höcker (Schriftsteller), wohnte 1908–1929 Lindenallee 21
- Curd Jürgens (Schauspieler), wuchs in der Oldenburgallee 57 auf
- Robert Koch (Entdecker des Tuberkulosebazillus), wohnte Ahornallee 39
- Kate Kühl (Kabarettistin), wohnte bis zu ihrem Tod 1970 Altenburger Allee 19
- Frieda Leider (Opernsängerin), wohnte Reichsstraße 107
- Sabine und Reinhold Lepsius (Künstlerehepaar), wohnten Ahornallee 30/31
- Erwin Milzkott (Musiker), wohnte 1949–1986 Eschenallee 14
- Emil Nolde (Maler), wohnte 1928–1944 Bayernallee 10–11
- Anny Ondra (Schauspielerin), wohnte Sachsenplatz 12 (heute: Brixplatz 11)
- Lilli Palmer (Schauspielerin), wohnte 1917–1932 Hölderlinstraße 11
- Henny Porten (Schauspielerin), wohnte Sachsenplatz 10 (heute: Brixplatz 9)
- Joachim Ringelnatz (Kabarettist und Schriftsteller), wohnte 1930–1934 Sachsenplatz 12 (heute: Brixplatz 11)
- Willi Rose (Volksschauspieler), wohnte 1950–1978 Bolivarallee 17
- Erich Salomon (Fotograf), wohnte 1912–1932 Hölderlinstraße 11
- Thilo Sarrazin (ehemaliger Berliner Finanzsenator und Buchautor), lebt in Westend[2]
- Max Schmeling (Boxer), wohnte bis 1933 Sachsenplatz 10 (heute: Brixplatz 9)
- Oda Schottmüller (Tänzerin, Bildhauerin und Widerstandskämpferin), wohnte 1935–1942 Reichsstraße 106
- Harro und Libertas Schulze-Boysen (Widerstandskämpfer), wohnten 1939–1942 Altenburger Allee 19
- Wolfgang Spier (Schauspieler), wohnte Hessenallee 13
- Richard Strauss (Komponist, Dirigent), wohnte 1913–1917 Reichskanzlerplatz 2 (heute: Theodor-Heuss-Platz)
- Kurt Weill (Komponist), wohnte 1928–1932 Bayernallee 14
- Gustav Wunderwald (Maler), wohnte 1912–1945 Reichsstraße 8
- Konrad Zuse (Computerpionier), wohnte in den 1940er Jahren am Reichskanzlerplatz (heute: Theodor-Heuss-Platz)